# Radio Cumbia Mix
Radio Cumbia Mix (previamente conocida como Más FM) es una estación radial peruana, que transmitía en frecuencia modulada en la ciudad de Lima. Pertenece al Grupo Panamericana de Radios. Transmite música de géneros cumbia, merengue, clásicos tropicales y chicha.
Fue lanzada al aire el 5 de enero de 2016 y cesó sus emisiones en FM el 30 de noviembre de 2019; fue reemplazada por Radio La Nube, sin embargo regresó el 2 de diciembre del mismo año vía en línea.

## Historia
Inicialmente bajo el nombre de Más FM, la estación tuvo su origen el 5 de enero de 2016, después de que la empresa RadioCorp le alquilara la frecuencia en donde transmitía su desaparecida emisora Viva FM al Grupo Panamericana de Radios.
El 23 de junio del mismo año, la radio cambia de programación y se empieza a incluir canciones de reguetón, salsa, bachata y cumbia en su grilla.
El 26 de septiembre de 2016, el reguetón fue remplazado por el merengue. 
El 1 de enero de 2017, Más FM vuelve a transmitir cumbia junto con algunas canciones del género chicha. Además, comenzó a incluir la transmisión de música criolla a partir de las 12:00pm en el programa Va pa' la peña, así como  boleros en las mañanas en el programa Los superagentes de 6:00am a 10:00am. 
El 28 de septiembre de 2017, la emisora cambió de nombre a Cumbia Mix volviendo a transmitir solamente cumbia. Pese al nuevo nombre, para marzo de 2018, nuevamente vuelve a emitir otros géneros como salsa, merengue y bailables, aunque en menor proporción respecto a la cumbia.
El 2 de febrero de 2019, se agregan canciones de eurodance (llamado techno), salsa, turra y merengue. Posteriormente también se agregaría el rock en español en la programación, volviéndose una radio variada pero la cumbia sigue siendo el género principal de la emisora. 
Cada género aparte de la cumbia tenía una denominación puesta: cuando se emitía techno esta era llamada «Un gringo en Radio Cumbia Mix», el merengue era denominado una «Tonera en Radio Cumbia Mix», la salsa era denominada «Una pegada en Cumbia Mix» y el rock en español era denominado «Una Rocka en Radio Cumbia Mix»
El 29 de junio se estrenó el programa Maquina Cumbia Mix con una hora de puro techno a las 12:00 p.m.. Sin embargo, en julio, la radio volvió a cambiar su programación y dejó de poner techno y rock en español para continuar con salsa y merengue.
La emisora cesó emisiones el 1 de diciembre de 2019 a las 12:00 a. m. (medianoche) por baja audiencia, siendo reemplazada por La Nube, una emisora que transmitía canciones de pop y rock de los años 1990 al 2010 en inglés y español. Luego, en 2020, pasó a ser administrado por RadioCorp y posteriormente por PBO Radio. El 2 de diciembre regresó al aire por internet.

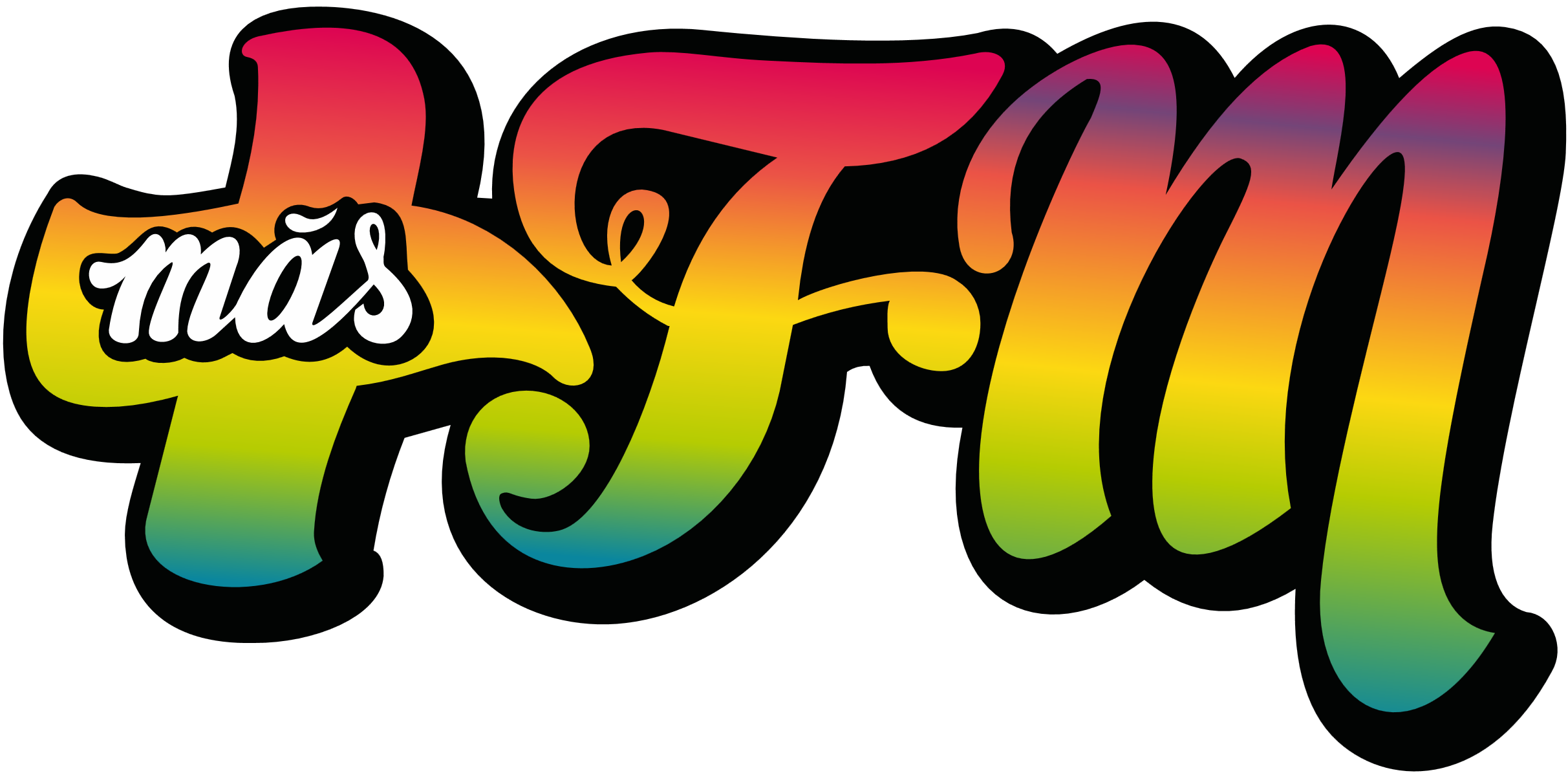
Primer logo cuando era nombrada "Más FM"